# Amphineurus recurvans
Amphineurus recurvans là một loài ruồi trong họ Limoniidae. Chúng phân bố ở miền Australasia.